# 2996 Bowman
2996 Bowman è un asteroide della fascia principale del diametro medio di circa 22,1 km. Scoperto nel 1954, presenta un'orbita caratterizzata da un semiasse maggiore pari a 2,7825708 UA e da un'eccentricità di 0,0302714, inclinata di 3,67189° rispetto all'eclittica.
Fa parte della famiglia di asteroidi Hoffmeister.
Il nome dell'asteroide è dedicato all'astronomo statunitense Fred N. Bowman.